# Sarmiento (departement van Santiago del Estero)
Sarmiento (Santiago del Estero) is een departement in de Argentijnse provincie Santiago del Estero. Het departement (Spaans:  departamento) heeft een oppervlakte van 1.549 km² en telt 4.669 inwoners.

## Plaats in departement Sarmiento
- Garza